# Daucus glochidiatus
Daucus glochidiatus là một loài thực vật có hoa trong họ Hoa tán. Loài này được (Labill.) Fisch., C.A.Mey. & Avé-Lall. mô tả khoa học đầu tiên năm 1844.